# 바르바라 마티치
바르바라 마티치(크로아티아어: Barbara Matić, 1994년 12월 3일~)는 크로아티아의 유도 선수이다. 올림픽에 3회 참가하여 2024년 하계 올림픽 여자 미들급 금메달을 획득했다. 또한 세계 선수권 대회에서 금메달 2개, 동메달 1개를 획득했으며 유러피언 게임 동메달 1개, 유럽 선수권 대회에서 금메달 1개, 동메달 2개를 획득했다.